# Rheocricotopus nemoacrostichalis
Rheocricotopus nemoacrostichalis är en tvåvingeart som beskrevs av Chaudhuri och Sinharay 1983. Rheocricotopus nemoacrostichalis ingår i släktet Rheocricotopus och familjen fjädermyggor. Inga underarter finns listade i Catalogue of Life.